# W 윈 2
W 윈 2(W Wynn 2)는 SK텔레시스가 휴대 전화 사업 철수설에 대응하여 해당 사업 지속을 선언하며 2011년 8월 초 출시를 목표로 개발하였으나, 끝내 출시되지 못하고 취소된 SK텔레시스의 첫 듀얼 코어 스마트폰 기종이다.

## 주요 기능
버튼을 누른 상태에서 휴대 전화를 앞 뒤로 왔다 갔다 하면 화면이 확대되고 축소되는 모션 UI(사용자환경) 키, 뉴스·날씨·트위터와 페이스북의 최신글도 원하는 시간대에 맞춰 음성으로 전달해주는 강화된 TTS(Text-to-speech) 기능, 안테나를 뽑고 넣으면 자동으로 켜지고 꺼지는 DMB, 4.3인치 QHD(960x540/ Quarter High-definition) 디스플레이 등의 기능을 탑재하였다.

## 출시 무산
2011년 8월 초 출시 예정이던 윈 2의 출시가 지연되면서 SK텔레시스의 휴대 전화 사업 철수 의혹만 더욱 커졌고, SK텔레시스는 "기술적 문제 때문에 출시가 지연된다고 들었다"며 소문을 일단 일축했으나, 2011년 9월 14일 SK텔레시스의 휴대 전화 사업 철수가 최종 확정됨에 따라 윈 2는 소비자 시장에 출시되지 못하고 사장되었다. 아울러 출시를 위하여 기존 제작된 물량의 제품들은 대만의 어느 사이트에서 매물로 나왔다.